# Hans-Uwe Otto
Hans-Uwe Otto (* 6. Januar 1940 in Husum; † 27. Oktober 2020) war ein deutscher Erziehungswissenschaftler. Gemeinsam mit Bernd Dewe ist er bekannt für die Reflexive Sozialpädagogik und das Konzept der personenbezogenen sozialen Dienstleistung.

## Werdegang und Werk
Nach Lehre und Facharbeitertätigkeit in der Industrie studierte Otto an der Höheren Fachschule für Sozialarbeit in Dortmund und schloss ein Studium der Soziologie, Psychologie und Erziehungswissenschaft an der Westfälischen Wilhelms-Universität in Münster an. Zeitgleich arbeitete er an der Abteilung „Soziologie der Entwicklungsländer“ der Sozialforschungsstelle an der Universität Münster in Dortmund.
Anschließend war er Wissenschaftlicher Assistent an der Universität Bielefeld an deren soziologischer Fakultät er 1974 promovierte. Noch im selben Jahr wurde Otto Professor für Erziehungswissenschaft mit besonderer Berücksichtigung der Sozialpädagogik an der Pädagogischen Hochschule Westfalen-Lippe in Bielefeld. Ab 1979 war er bis zu seiner Emeritierung Professor für Erziehungswissenschaft mit dem Schwerpunkt Sozialpädagogik an der Universität Bielefeld.
1993/94 war er Vorsitzender des Lenkungsausschusses zum Aufbau des erziehungswissenschaftlichen Fachbereichs und Aufbaubeauftragter für das Zentrum für Schulforschung und Fragen der Lehrerbildung der Martin-Luther-Universität Halle-Wittenberg, wo ihm 1994 der Titel des doctor honoris causa verliehen wurde.
Die Soziale Arbeit sehen Hans-Uwe Otto und Bernd Dewe als eine professionalisierte Reflexionswissenschaft, bestehend aus der Konstruktion von Theorie einerseits und der professionellen Praxis andererseits. Otto und Dewe entwickelten gemeinsam in über 30 Jahren eine Reflexive Sozialpädagogik (auch: Theorie Reflexiver Sozialarbeit), in welcher Alltagswissen und sozialwissenschaftliches Wissen unterschieden und in Beziehung gebracht werden. In der Praxis werden dabei – bezogen auf einen konkreten lebenspraktischen Problemfall – soziale Verursachungen mittels Reflexion rekonstruiert und kommunikativ ausgelegt, „um den AdressatInnen aufgeklärte Begründungen für selbst zu verantwortende lebenspraktische Entscheidungen anzubieten und subjektive Handlungsmöglichkeiten zu steigern.“ Mit dem Konzept der personenbezogenen sozialen Dienstleistung rücken sie dabei Bedürfnisse und Interessen der Adressaten in den Fokus.

## Veröffentlichungen (Auswahl)
- (Herausgeber, gemeinsam mit Andreas Polutta und Holger Ziegler)  Evidence-based Practice – Modernising the Knowledge Base of Social Work? Opladen/Farmington Hills 2009, ISBN 978-3-86649-121-2.
- (Herausgeber, gemeinsam mit Andreas Polutta und Holger Ziegler)  What Works – Welches Wissen braucht die Soziale Arbeit? Zum Konzept evidenzbasierter Praxis.  Opladen/Farmington Hills 2010, ISBN 978-3-86649-122-9.
- (Herausgeber, gemeinsam mit Holger Ziegler)  Education, Welfare and the Capabilities Approach. A European Perspective. Opladen/Farmington Hills 2010, ISBN 978-3-86649-290-5.
- (Herausgeber, gemeinsam mit Ortrud Leßmann und Holger Ziegler)  Closing the Capabilities Gap. Renegotiating social justice for the young. Opladen/Farmington Hills 2011, ISBN 978-3-86649-325-4.
- (Herausgeber, gemeinsam mit Hans Thiersch)  Handbuch Soziale Arbeit: Grundlagen der Sozialarbeit und Sozialpädagogik, Ernst Reinhardt Verlag, 6. Auflage 2018, ISBN 978-3-497-02745-3.